# Parafia Wniebowzięcia Najświętszej Maryi Panny w Chrobrzu
Parafia Wniebowzięcia Najświętszej Maryi Panny w Chrobrzu – parafia rzymskokatolicka, znajdująca się w diecezji kieleckiej, w dekanacie pińczowskim.
W 1927 roku do parafii należeli wierni z miejscowości: Aleksandrów, Byczów, Chroberz, Mozgawa, Nieprowice, Rudawa, Teresów, Wojsławice, Wola, Zagorzyce i Zawarża. W 2005 roku parafia liczyła 2130 wiernych.